# Oldebroek
Oldebroek – gmina w prowincji Geldria w Holandii.

## Miejscowości
Bovenveen, Eekt, Hattemerbroek, Kerkdorp, 't Loo, Mullegen, Noordeinde, Oldebroek, Oosterwolde, Posthoorn, Lapstreek, Voskuil, Wezep, Trutjeshoek.